# 플로리다 에버블레이즈
| 플로리다 에버블레이즈 |                                     |
| 콘퍼런스              | 동부 콘퍼런스                       |
| 디비전                | 사우스 디비전                       |
| 설립연도              | 1998년                              |
| 해체연도              |                                     |
| 역사                  | 플로리다 에버블레이즈 (1998년~현재) |
| 경기장                | 저메인 아레나                       |
| 연고지                | 플로리다주 에스테로                 |
| 상징색                | 감색, 초록, 회색, 하양              |
| 구단주                | 피터 카마노스 주니어                |
| 단장                  | 크레이그 브러쉬                     |
| 감독                  | 조지 포스                           |
| NHL 제휴              | 캐롤라이나 허리케인스               |
| AHL 제휴              | 샬럿 체커스                         |
| 정규시즌 우승         | 2 (2000, 2009)                      |
| 콘퍼런스 우승         | 3 (2000, 2005, 2012)                |
| 디비전 우승           | 4 (2000, 2007, 2009, 2015)          |
| 켈리 컵               | 1 (2012)                            |
| 영구 결번             | 9, 10, 14                           |

플로리다 에버블레이즈(Florida Everblades)는 미국 플로리다주 에스테로를 연고지로 하는 ECHL의 동부 콘퍼런스 사우스 디비전 소속 아이스 하키팀이다.

## 역대 홈경기장
| 플로리다 에버블레이즈 |             |          |                     |      |
| 경기장                | 사용기간    | 수용인원 | 장소                | 비고 |
| 저메인 아레나         | 1998년~현재 | 7,186명  | 플로리다주 에스테로 | 빈칸 |